# Araceli Martínez Esteban
Araceli Martínez Esteban (Guadalajara, 9 de novembre de 1974) és una política espanyola del Partit Socialista Obrer Espanyol (PSOE).

## Biografia

### Primers anys
Nascuda a Guadalajara el 9 de novembre de 1974, es va diplomar en Treball Social. Va treballar en un punt verd, de cooperant a Hondures i en un centre òptic. Va militar en les Joventuts Socialistes, on va començar la seva carrera política.

### Activitat política

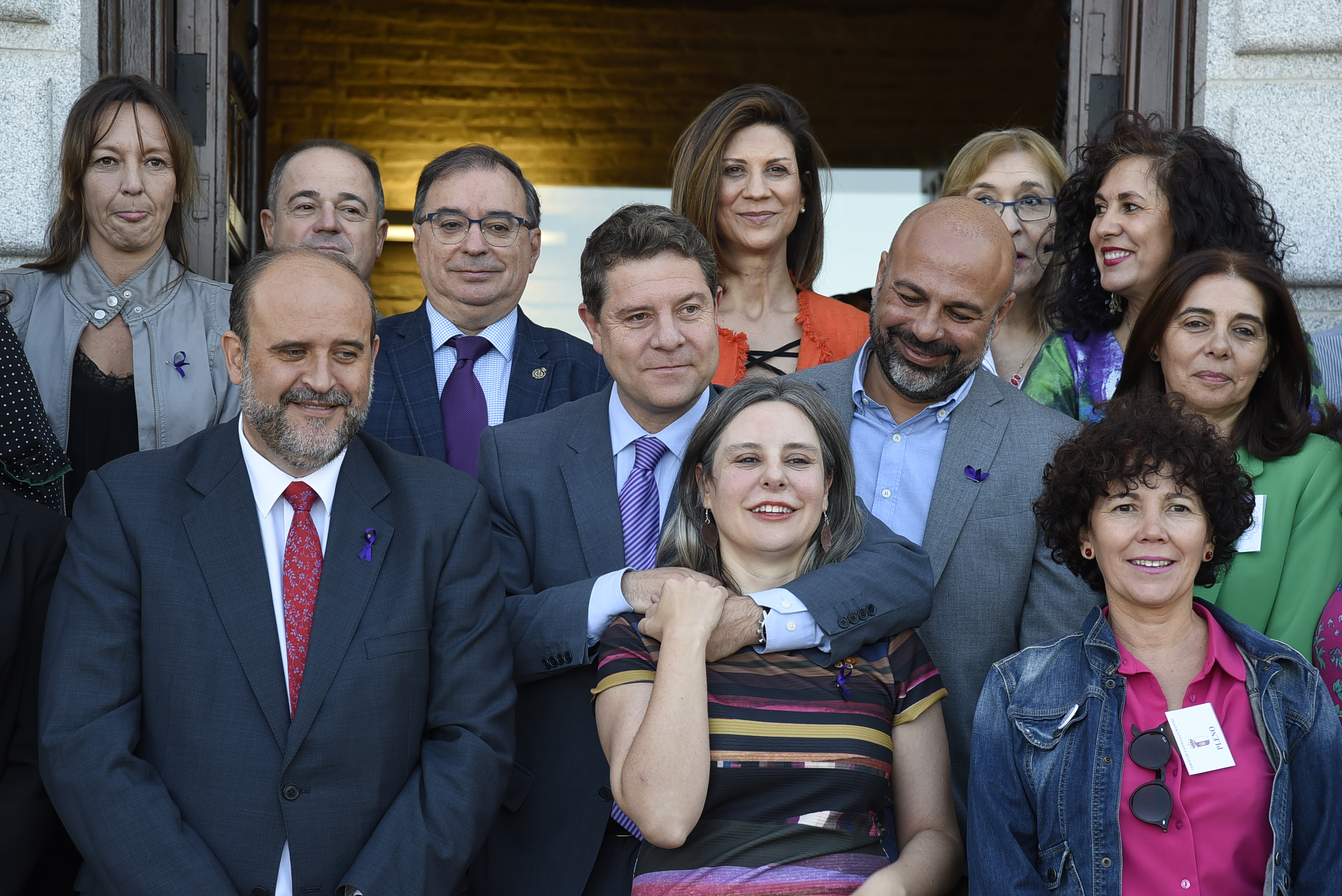
Abraçada per Emiliano García-Page, sota l'atenta mirada de José García Molina (2018).

Martínez, que va accedir al seu primer càrrec electe com a regidora al grup socialista de la corporació 2003-2007 de l'Ajuntament de Guadalajara, va ser diputada durant la vii legislatura de les Corts de Castella-la Manxa (2007-2011). El 2011 va tornar com a regidora al consistori guadalajareny, en aquesta ocasió a l'oposició.
Elegida de nou diputada per Guadalajara a la llista del PSOE a les eleccions autonòmiques de maig de 2015, tot just unes setmanes després de la constitució de la cambra va ser baixa com a parlamentària, el 6 de juliol de 2015, sent substituïda per José Luis Escudero Palomo. Va ser nomenada llavors directora de l'Institut de la Dona de Castella-la Manxa, amb rang de viceconsellera.